# Ллано-Гранде (Техас)
Ллано-Гранде (англ. Llano Grande) — переписна місцевість (CDP) в США, в окрузі Ідальго штату Техас. Населення — 2952 особи (2020).

## Географія
Ллано-Гранде розташоване за координатами 26°7′51″ пн. ш. 97°58′8″ зх. д. / 26.13083° пн. ш. 97.96889° зх. д. (26.130806, -97.968777).  За даними Бюро перепису населення США в 2010 році переписна місцевість мала площу 4,21 км², уся площа — суходіл.

## Демографія
Згідно з переписом 2010 року, у переписній місцевості мешкало 3008 осіб у 866 домогосподарствах у складі 747 родин. Густота населення становила 715 осіб/км².  Було 1081 помешкання (257/км²). 
Расовий склад населення:
| - 86,3 % — білих - 0,5 % — корінних американців - 0,3 % — чорних або афроамериканців - 0,1 % — азіатів - 11,5 % — осіб інших рас |

До двох чи більше рас належало 1,3 %. Іспаномовні складали 82,7 % від усіх жителів.
За віковим діапазоном населення розподілялося таким чином: 27,8 % — особи молодші 18 років, 51,8 % — особи у віці 18—64 років, 20,4 % — особи у віці 65 років та старші. Медіана віку мешканця становила 36,9 року. На 100 осіб жіночої статі у переписній місцевості припадало 97,2 чоловіків;  на 100 жінок у віці від 18 років та старших — 90,5 чоловіків також старших 18 років.
Середній дохід на одне домашнє господарство  становив 41 561 долар США (медіана — 31 013), а середній дохід на одну сім'ю — 45 056 доларів (медіана — 37 083). Медіана доходів становила 20 509 доларів для чоловіків та 20 143 долари для жінок. За межею бідності перебувало 26,9 % осіб, у тому числі 41,8 % дітей у віці до 18 років та 26,3 % осіб у віці 65 років та старших.
Цивільне працевлаштоване населення становило 1088 осіб. Основні галузі зайнятості: освіта, охорона здоров'я та соціальна допомога — 43,7 %, роздрібна торгівля — 13,1 %, виробництво — 11,6 %, мистецтво, розваги та відпочинок — 11,1 %.